# Hellenocarum
Hellenocarum es un género con 2 especies perteneciente a la familia  Apiaceae, se encuentran en China.  Comprende 3 especies descritas y pendientes de ser aceptadas.

## Taxonomía
El género fue descrito por  Karl Friedrich August Hermann Wolff y publicado en Das Pflanzenreich IV. 228(Heft 90) : 167. 1927. La especie tipo es: Hellenocarum multiflorum H.Wolff	

## Especies seleccionadas
A continuación se brinda un listado de las especies del género Hellenocarum pendientes de ser aceptadas hasta julio de 2013, ordenadas alfabéticamente. Para cada una se indica el nombre binomial seguido del autor, abreviado según las convenciones y usos.

## Especies
- Hellenocarum lumpeanum H.Wolff
- Hellenocarum multiflorum H.Wolff
- Hellenocarum pisidicum Kit Tan